# Otopappus imbricatus
Otopappus imbricatus là một loài thực vật có hoa trong họ Cúc. Loài này được (Sch.Bip.) S.F.Blake mô tả khoa học đầu tiên năm 1930.